# Saint-Germain-des-Grois
Saint-Germain-des-Grois är en kommun i departementet Orne i regionen Normandie i nordvästra Frankrike. Kommunen ligger i kantonen Rémalard som tillhör arrondissementet Mortagne-au-Perche. År 2022 hade Saint-Germain-des-Grois 204 invånare.

## Befolkningsutveckling
Antalet invånare i kommunen Saint-Germain-des-Grois
| Referens: INSEE |